# Archibonellia michaelseni
Archibonellia michaelseni är en djurart som tillhör fylumet skedmaskar, och som beskrevs av Fischer, W. 1919. Archibonellia michaelseni ingår i släktet Archibonellia och familjen Bonelliidae. Inga underarter finns listade i Catalogue of Life.